# Worship the Eternal Darkness
Worship the Eternal Darkness — пятый студийный альбом финской блэк-дэт-метал-группы Archgoat, выпущенный 26 ноября 2021 года на лейбле Debemur Morti Productions.

## Отзывы критиков
Альбом получил положительные отзывы от музыкальных критиков. Андре Габриэль из metal.de назвал Worship the Eternal Darkness «хорошим альбомом» и оценил его в 7 баллов из 10, но отметил уменьшение напора и тяжести в звучании. Гэри Грамп в рецензии для Sputnikmusic написал, что альбом превзошёл все предыдущие работы группы.

## Список композиций
| №                   | Название                          | Длительность |
| ------------------- | --------------------------------- | ------------ |
| 1.                  | «Intro»                           | 0:50         |
| 2.                  | «Heavens Ablaze»                  | 3:47         |
| 3.                  | «Black Womb Gnosis»               | 4:22         |
| 4.                  | «All Christianity Ends»           | 5:37         |
| 5.                  | «In Extremis Nazarene»            | 3:35         |
| 6.                  | «Rats Pray God»                   | 4:02         |
| 7.                  | «Empurean Armageddon»             | 5:02         |
| 8.                  | «Blessed In The Light Of Lucifer» | 4:23         |
| 9.                  | «Worship The Eternal Darkness»    | 3:38         |
| 10.                 | «Burial Of Creation»              | 6:13         |
| Общая длительность: | Общая длительность:               | 41:36        |

## Участники записи
- Korpus Abortuum — бэк-вокал, синтезатор
- Werwolf — бэк-вокал
- Lord Angelslayer — бас-гитара, вокал
- Goat Aggressor — ударные
- Ritual Butcherer — гитара
- VnΩM — синтезатор